# Forcipomyia tristis
Forcipomyia tristis är en tvåvingeart som först beskrevs av Johann Wilhelm Meigen 1830.  Forcipomyia tristis ingår i släktet Forcipomyia och familjen svidknott.
Artens utbredningsområde är Tyskland. Inga underarter finns listade i Catalogue of Life.